# Neferu I
Neferu I (Nfr.w, "perfecció", "bellesa") fou una reina d'Egipte. Es va casar amb el rei i nomarca Mentuhotep de Tebes, considerat el fundador de la dinastia XI, i fou mare de dos reis: Antef I i Antef II. El segon va fer gravar el seu nom moltes vegades perquè no fos oblidada. Una neta d'Antef II (per tant besneta de Neferu) va portar el mateix nom en honor de la besavia i és coneguda com a Neferu II (filla d'Antef III i germana de Mentuhotep I).
Tenia els títols d'Esposa del Rei, la seva estimada, Filla del Rei i Ornament Reial.